# Ranérou Ferlo (departamento)
Ranérou Ferlo é um departamento da região de Matam, no Senegal.